# Леонид Кисериев
Леонид Георгиев Кисериев е български предприемач и революционер, деец на Вътрешната македоно-одринска революционна организация.

## Биография
Роден е в 1879 година в костурското село Апоскеп, тогава в Османската империя, днес в Гърция. В 1901 година влиза във ВМОРО. По време на Илинденско-Преображенското въстание през лятото на 1903 година е четник в апоскепската чета на Стоян Бакалов. Взима участие в сраженията при Вишени, Прекопана, Върбица, Клисура, Черешница, Невеска, Портата на Вич и в кръвопролитния шестчасов бой над Апоскеп в местността Летничков връх срещу два табора войска.
При потушаването на въстанието къщата му е изгорена, а майка му и баща му умират от побой. Кисериев бяга в Америка, откъдето се връща в 1913 година и си построява нова къща в Апоскеп. Поради българското му съзнание обаче е тормозен от властите. На 30 юни 1913 година е арестуван и изтезаван. Освободен е чак през 1916 година и отново емигрира в Америка. По време на Първата световна война къщата му отново е ограбена и опожарена от гръцки паравоенни формирования. Кисериев със семейството си се установява във Варна, Царство България.
На 22 март 1943 година подава молба за българска народна пенсия, която е одобрена и пенсията е отпусната от Министерския съвет на Царство България.